# Battaglia di Bir Tagrift
La Battaglia di Bir Tagrift si svolse il 25 febbraio 1928 in Tripolitania, durante la campagna della Sirtica, nell’ambito delle operazioni militari italiane in Libia tra il 1922 e il 1932. Fu un episodio significativo della repressione coloniale italiana contro la resistenza delle tribù locali.

## Preludio
Come governatore militare della Tripolitania meridionale tra il 1926 e il 1927, il generale Rodolfo Graziani si dedicò al rafforzamento delle relazioni con le singole tribù. Adottando la strategia del "divide et impera", egli mirava ad assicurarsi la collaborazione dei capi tribù con le forze italiane, utilizzando il loro supporto come strumento per un'ulteriore avanzata verso sud. I Berberi e alcune tribù arabe divennero alleati degli italiani. Le tribù che opposero resistenza includevano gli Awlad Sulayman, i Warfalla, i Qadhadhfa, gli Zintan, gli Awlad Busayf e, successivamente, anche i Mashashiya.
A partire dall'autunno del 1927, l'esercito italiano avviò i preparativi per stabilire un collegamento terrestre tra la Tripolitania e la Cirenaica. Tale obiettivo prevedeva la conquista di tutti i territori meridionali fino al 29° parallelo. Da un lato, si mirava a eliminare la minaccia rappresentata dalle tribù ribelli dei Mogarba e gli Awlad Sulayman nel deserto della Sirte. D'altro canto, il generale Rodolfo Graziani intendeva creare una frattura tra i gruppi di resistenza del Fezzan e della Cirenaica, al fine di assicurarsi una posizione favorevole per la successiva conquista del Fezzan meridionale.
Il 1° gennaio 1928, la colonna tripolitana di Graziani partì da un punto situato 50 chilometri a ovest di Sirte, mentre la colonna cirenaica mosse da Agedabia. Le due unità si ricongiunsero sulla costa mediterranea, nei pressi della città di Ras Lanuf. I combattenti della resistenza libica si ritirarono, evitando lo scontro diretto. L'offensiva conseguì il suo primo successo il giorno seguente, quando Mohammad al-Rida, che coordinava la resistenza dal suo quartier generale di Gialo, offrì la sua resa incondizionata agli italiani ad Agedabia. In seguito alla resa di al-Rida, la sua carica di vicecomandante dei Senussi fu assunta da Omar Mukhtar.

Conquiste dell'Italia liberale e fascista in Tripolitania e Cirenaica fino al 1927.

Conclusa la Riconquista della Tripolitania, rimanevano alcune aree desertiche non completamente pacificate. Tra queste, la conca di Bir Tagrift fu teatro di una cruenta battaglia nel febbraio del 1928.

## Localizzazione
Localizzare in modo preciso la colonia di Bir Tagrift su una cartina è complesso. Si sa però che si tratta di una forte depressione desertica in Tripolitania di circa otto chilometri, che non avrebbe certamente aiutato la manovrabilità delle forze italiane. Secondo le memorie di Rodolfo Graziani stesso, l'area era circondata da rocce e dirupi alti fino a 200 metri.

## Svolgimento
Nel febbraio 1928, i 1 500 ribelli senussiti guidati da Sef el-Nasser agivano lungo il 29° parallelo. Questi si erano accampati presso i pozzi di Bir Tagrift, mentre Graziani, la notte del 24 febbraio, marciò 2 000 chilometri da Zella alla volta di En Nofila, sul Golfo della Sirte, con il 25° battaglione eritreo e il 6º battaglione libico, il gruppo montato, i meharisti del 3º e 4º sahariani agli ordini del "duca delle Puglie" Amedeo di Savoia-Aosta, e un contingente di irregolari, con l'obbiettivo di raggiungere i pozzi. Gli italiani possedevano quindi 1 500 soldati e 3 000 cammelli. Arrivarono la mattina seguente, accampandosi a circa 15 chilometri dalla conca.
I senussiti sfruttarono il terreno sfavorevole agli Italiani per attaccare: già a partire dalle 8:00 di mattina, il 25° battaglione eritreo fu oggetto di numerosi assalti, che però furono respinti con grande valore. Guidano la colonna i sahariani del duca che, una volta spintisi in profondità nella conca, vengono bersagliati dalla fucileria nemica. Nel frattempo, altri libici attaccano anche la retroguardia dei sahariani, per tagliare la ritirata agli italiani. È lo stesso Rodolfo Graziani a guidare la coda della colonna, evitando di essere bloccato e circondato. Il supporto dell'artiglieria è fondamentale per tenere lontani i libici, ma dopo ore di fuoco la sabbia finisce per otturare i cannoni, e gli italiani sono costretti a contrattaccare alla baionetta. Col supporto dell'Aeronautica Militare Italiana, l'assalto generale fu respinto, mettendo così i guerriglieri in ritirata. Sul campo di battaglia, questi lasciarono da 247 a 300 morti, alcune centinaia di feriti, a cui bisogna aggiungere altre 50 perdite durante la disastrosa ritirata.
La vittoria costò agli uomini di Graziani 92 uccisi in totale: 5 ufficiali, 54 uomini di truppa, e 36 fra ascari e truppe coloniali. Ci furono 162 feriti totali: 6 ufficiali, 156 uomini di truppa. Trà i caduti si ricorda il capitano Marino Fabbri decorato nel 1930 con Regio Decreto di Medaglia d'oro al valor militare alla memoria.